# 雅利斯
雅利斯是巴西圣保罗州的一个市镇。总面积368.757平方公里，总人口49749人，人口密度134.9人/平方公里。